# Jerzy Kleczkowski

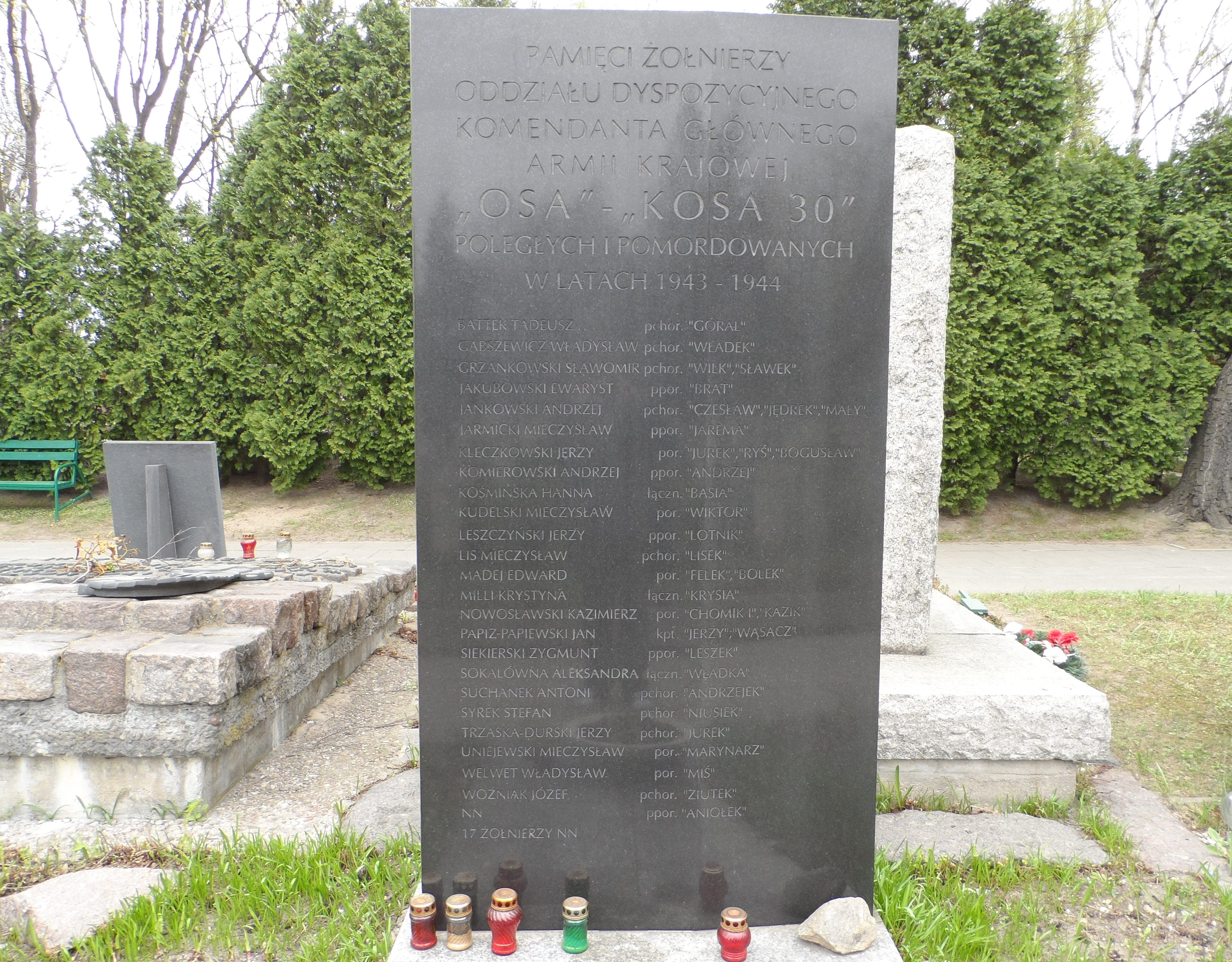
Tablica na wojskowych Powązkach, upamiętniająca poległych i pomordowanych żołnierzy „Osy”-„Kosy” z nazwiskiem Kleczkowskiego.

Jerzy Kleczkowski, ps. Bogusław, Bogusław Jan, Jan, Jurek, Ryś (ur. 19 maja 1911 w Isakogorce, zm. 10 lutego 1944 w Warszawie) – porucznik Wojska Polskiego, uczestnik wielu akcji bojowych Armii Krajowej, w tym słynnej Akcji Góral oraz zamachu na SS-Obergruppenführera Friedricha Wilhelma Krügera.

## Młodość
Jerzy Kleczkowski urodził się w Isakogorce na terytorium ówczesnego Imperium Rosyjskiego. Uczył się w Gimnazjum Państwowym w Tczewie i tam w 1932 zdał maturę.

## Służba wojskowa w okresie międzywojennym
Po uzyskaniu świadectwa dojrzałości Kleczkowski odbył roczny Dywizyjny Kurs Podchorążych Rezerwy Piechoty przy 65 pułku piechoty w Grudziądzu (wrzesień 1932 – wrzesień 1933). Po jego zakończeniu postanowił pozostać w wojsku. Po ukończeniu Szkoły Podchorążych Piechoty w Warszawie (wrzesień 1934 – wrzesień 1936) został przydzielony do 12 pułku piechoty w Wadowicach. Początkowo dowodził tam plutonem piechoty (od października 1936), a od 1937 pełnił funkcję dowódcy oddziału zwiadowczego.

## Udział w kampanii wrześniowej
Jako dowódca oddziału zwiadowczego wziął udział w kampanii wrześniowej. 21 września dostał się do niemieckiej niewoli i trafił do obozu jenieckiego Oflag II C Woldenberg. W nocy z 18 na 19 marca 1942 uciekł z obozu wraz z czterema innymi polskimi oficerami (kpt. Zdzisław Pacak-Kuźmirski, por. Edward Madej, por. Nowostawski, ppor. Zygmunt Siekierski). Jeńców wyprowadził wówczas z obozu kpt. Pacak-Kuźmirski wraz z pełniącym rolę „konwojenta” ppor. Siekierskim, który został w tym celu przebrany w mundur wartownika oraz uzbrojony w drewnianą imitację karabinu typu Mauser. Była to jedna z dwudziestu znanych ucieczek z Oflagu Woldenberg.
Po ucieczce z obozu Kleczkowski przez Drezdenko, Piłę i Toruń przedostał się do Warszawy.

## Konspiracja
W Warszawie Kleczkowski nawiązał kontakt z podziemiem. Od 1 czerwca 1942 służył w szeregach specjalnego oddziału Armii Krajowej „Osa”-„Kosa 30” (Organizacja Specjalnych Akcji Bojowych). Kleczkowski w randze podporucznika dowodził jednym z trzech patroli bojowych „Osy” w Warszawie, a zarazem pozostawał dowódcą całego warszawskiego zespołu „Osy” (posługiwał się wówczas pseudonimem „Bogusław Jan”). Na początku 1943 wraz z całym oddziałem (znanym teraz jako „Kosa 30”) przeszedł do struktur Kedywu AK. 20 kwietnia 1943 uczestniczył w nieudanym zamachu na Wyższego Dowódcę SS i Policji w Generalnym Gubernatorstwie, Friedricha Wilhelma Krügera.
Szczęśliwie uniknął aresztowania przez Gestapo podczas wielkiej „wsypy” w kościele św. Aleksandra, ponieważ spóźnił się na ślub, w trakcie którego aresztowano większość żołnierzy warszawskiego zespołu „Kosy”. Po rozbiciu macierzystego oddziału został przeniesiony do grupy „Sęka”-„Poli”, wchodzącej w skład innego oddziału dyspozycyjnego Kedywu AK – „Motor 30”. Wziął udział w słynnej „Akcji Góral”, kiedy to żołnierzom AK udało się zdobyć ciężarówkę Banku Emisyjnego przewożącą banknoty o sumie 105 mln okupacyjnych złotych. Podczas akcji Kleczkowski pełnił funkcję zastępcy dowódcy oddziału. 
24 grudnia 1943 roku został aresztowany przez Niemców podczas kolacji wigilijnej odbywającej się w mieszkaniu Jadwigi Kuberskiej. Wraz z nim aresztowano innego uczestnika „Akcji Góral”, Edwarda Madeja ps. „Felek”. W trakcie rewizji Niemcy znaleźli w mieszkaniu paczki z „Biuletynem Informacyjnym”. Po przesłuchaniu rodzinę, do której należało mieszkanie rozstrzelano pod zarzutem posiadania i kolportażu nielegalnej prasy. Kleczkowski i Madej zostali osadzeni na Pawiaku. 10 lutego 1944 obaj zostali rozstrzelani w ulicznej egzekucji przy ul. Barskiej, przeprowadzonej przez Niemców w odwecie za zabicie przez żołnierzy AK SS-Brigadeführera Franza Kutschery.

## Odznaczenia
- Krzyż Srebrny Orderu Virtuti Militari – pośmiertnie (13 kwietnia 1967 zatwierdzony przez Ministerstwo Obrony Narodowej, pierwotnie na wniosek o odznaczenie bojowe dla uczestników ucieczek z obozu II C, przedłożony przez Najstarszego Obozu II C Woldenberg, płk. Wacława Szalewicza, do zatwierdzenia gen. Juliuszowi Rómmlowi)[5]

## Film
- Jerzego Kleczkowskiego uwięzionego na Majdanku w polskim filmie Tirolinka w reż. Romualda Wierzbickiego zagrał Krzysztof Podrygajło[6].